# Oxyde de chrome(III)
Pour les articles homonymes, voir Oxyde de chrome.
L'oxyde de chrome(III) est le composé chimique de formule Cr2O3. C'est l'un des principaux oxydes du chrome. On le trouve naturellement dans un minéral rare, l'eskolaïte. Il est utilisé comme pigment.

## Structure et propriétés
La maille cristalline du Cr2O3 est celle du corindon Al2O3. Il est antiferromagnétique jusqu'à 307 K,. Les acides et les bases ne l'attaquent pas facilement. Avec les hydroxydes alcalins fondus, il se forme des chromites, c'est-à-dire des sels contenant l'ion Cr2O42− (distincts du minéral également appelé chromite).

## Préparation et réactions
L'oxyde de chrome(III) a été préparé par Pannetier en 1834 ; il était alors appelé « vert de chrome ». Le secret du procédé a été transmis à Binet vers 1838, qui a fabriqué et commercialisé le produit comme pigment vert. Sa préparation se fait à partir de chromite (Fe,Mg)Cr2O4 réduisant du dichromate de sodium Na2Cr2O7 chauffé avec du soufre :
Na2Cr2O7 + S → Na2SO4 + Cr2O3.
L'oxyde de chrome(III) est amphotère. Il est insoluble dans l'eau mais se dissout dans l'acide en produisant des ions de chrome hydratés Cr(H2O)63+. Il se dissout dans les bases alcalines concentrées en donnant des ions Cr2O42−. Il redonne le chrome métallique lorsqu'il est chauffé en présence d'aluminium ou de carbone finement divisé :
Cr2O3 + 2 Al → 2 Cr + Al2O3.
Il donne du chlorure de chrome(III) CrCl3 lorsqu'il est chauffé en présence de dichlore Cl2 et de carbone :
Cr2O3 + 3 Cl2 + 3 C → 2 CrCl3 + 3 CO.

## Utilisations
Ce composé est un pigment vert couramment utilisé, grâce à sa grande stabilité. On le trouve dans le verre, les encres (il était autrefois utilisé pour imprimer des billets de banque comme le dollar américain) et la peinture (gouache). Il est aussi couramment utilisé en pâte à aiguiser et polir pour les rasoirs droits ainsi qu'en pâte de polissage pour bijoutiers. C'est le précurseur du dioxyde de chrome CrO2 selon la réaction :
Cr2O3 + 3 CrO3 → 5 CrO2 + O2.